# Tuba (moln)
Tuba är en beteckning som ges till ett moln som har ett kännetecken i form av en molnpelare eller upp och nedvänd molnkägla som hänger ner från molnbasen. Molnpelaren bildas på insidan av en mer eller mindre intensiv virvel eller tromb och gör därmed virveln synlig. Molnpelaren behöver inte nödvändigtvis nå marken eller vattenytan. En molnpelare som inte når marken kallas på engelska för funnel cloud.
Tuba förekommer hos huvudmolnslaget cumulonimbus, mindre ofta hos cumulus. "Tuba" kommer från latin och betyder "trumpet" eller i vidare bemärkelse "rör", "slangledning".